# 정석가
정석가는 고려시대에 향유된 고려 가요이다.

## 형식
3음보, 분연체, 후렴구를 가진다.

## 표현
현세적이며 향락적인 성격이 강하면서도 남녀 간의 사랑, 이별, 안타까움 등 평민들의 소박하고 풍부한 정서를 진솔하게 표현하고 있다. 반복법, 역설법, 반어법이 드러난다.